# Borough of Boston
Borough of Boston är ett distrikt (motsvarande kommun) i grevskapet Lincolnshire i England, Storbritannien. Distriktet har 70 806 invånare (2022). Enda större ort är Boston. Distriktet är indelat i 18 civil parishes, förutom staden Boston som inte ingår i någon civil parish.